# Керимов, Эльгиз Керим оглы
Эльгиз Керим оглы Керимов (азерб. Elgiz Kərim oğlu Kərimov; 5 января 1971, Бардинский район, Азербайджанская ССР, СССР — 12 марта 1992, Нахичеваник, Ходжалинский район, Азербайджан) — азербайджанский военный, участник Первой карабахской войны, Национальный Герой Азербайджана.

## Биография
Эльгиз Керимов родился 5 января 1971 года в Бардинском районе. Он окончил среднюю школу в 1987 году и в том же году был призван на военную службу. Вернулся домой после прохождения военной службы в 1989 году. С началом Первой карабахской войны, одним из первых в 1991 году записался в добровольческие батальоны самообороны для защиты своей Родины.

## Участие в Карабахской войне
В составе добровольческого батальона он достойно исполнял свой долг в каждом уголке Родины. Эльгиз Керимов уничтожил несколько армянских боевиков во время ожесточенного сражения под Аскераном.
Герой, проявивший большое мужество во всех боях, в которых участвовал, 12 марта 1992 года прибыл в село Нахичеваник Ходжалинского района на помощь товарищам, находившимся в осаде. После тяжелого боя, длившегося около часа, осада армян была прорвана, и бойцы были освобождены. Однако в этом бою Эльгиз Керимов погиб.
На момент гибели был холост.

## Память
Указом Президента Азербайджанской Республики № 833 от 7 июня 1992 года Керимову Эльгизу Кериму оглу было присвоено почетное звание «Национальный герой Азербайджана».
Похоронен в Бардинском районе.

## Источник
- Вугар Аскеров . «Национальные герои Азербайджана» (редакция II). Баку: «Даралайаз-М», 2010, с. 149.